# Plotosus nhatrangensis
Plotosus nhatrangensis és una espècie de peix de la família dels plotòsids i de l'ordre dels siluriformes.